# Référendums aux Palaos
Les référendums d'initiative parlementaire ou populaire sont possibles aux Palaos, dont la constitution organise le cadre légal de cette forme de démocratie directe.

## Référendum d'origine populaire
Les articles 13 et 14 de la constitution de 1979 permettent à la population des Palaos de mettre en œuvre des référendums législatifs, abrogatoires ou portant sur un amendement constitutionnel.

### Législatif ou abrogatif
En accord avec l'article 13, les signatures d'au moins 10 % des électeurs inscrits sur les listes électorales doivent être réunies pour déclencher un référendum portant sur les domaines relevant du parlement, dit Olbiil Era Kelulau. En 2016, un total de 15 890 électeurs étaient inscrits sur les listes, ce qui équivaut à un seuil d'un peu plus de 1 600 signatures. En pratique, le nombre de signatures à collecter est cependant plus élevé pour pallier le nombre variable de signatures invalides ou en double.
Le référendum est légalement contraignant. Aucun quorum de votes favorables ou de participation n'est exigé en matière législative, la majorité absolue suffit,

### Constitutionnel
L'article 14 permet quant à lui la tenue d'un référendum populaire proposant un amendement de la constitution. Les signatures d'au moins 25 % des électeurs inscrits sur les listes électorales doivent pour cela être réunies, soit en 2016 environ 4000 signatures.
Le référendum est légalement contraignant. Il n'est cependant considéré comme valide qu'à la condition de recueillir la majorité absolue des suffrages exprimés dans au moins douze des seize États des Palaos. Le référendum ne peut également être organisé qu'en même temps que les élections générales, qui ont lieu tous les quatre ans.

## Référendum d'initiative parlementaire

### Constitutionnel
Un tel référendum peut également être convoqué par au moins trois quarts des membres de chacune des deux chambres de l'Olbiil Era Kelulau, selon les mêmes conditions. Le procédé est par ailleurs en partie automatique. Un référendum sur la tenue d'une convention constitutionnelle est en effet organisé au minimum tous les quinze ans, la question posée étant alors « Une convention doit elle être mise en place pour réviser ou amender la constitution ? ». Si la majorité absolue est réunie, une convention est mise en place dans les six mois, et ses propositions d'amendements sont elles-mêmes soumises à référendums lors des prochaines élections générales, selon le même quorum d'approbation par les populations d'au moins trois quarts des États.

### Révocatoire
En accord avec l'article 8 de la constitution de 1979, le président et le vice-président peuvent faire l'objet d'un référendum révocatoire si au moins deux tiers des membres des assemblées d'au moins trois quarts des seize États des Palaos en font la demande. Un référendum est alors organisé entre trente et soixante jours après le dépôt de la demande.